# Kollagenasen
Als Kollagenasen werden Enzyme bezeichnet, welche die Peptidbindung zwischen Prolin und anderen Aminosäuren spalten. Damit sind diese Proteasen in der Lage, Kollagen abzubauen. Sie kommen in höheren Tieren (Coelomata), Bakterien und manchen Archaeen vor. Beim Menschen sind fünf Kollagenasen bekannt, die alle zu den Matrix-Metalloproteasen (EC 3.4.24.-) gehören:
| Protein                    | Gen (HGNC) | UniProt | Länge (AA)       | Bemerkungen |
| -------------------------- | ---------- | ------- | ---------------- | --- |
| Interstitielle Kollagenase | MMP1       | P03956  | 170, 200         | Spaltung in zwei Enzyme (22 kDa, 27 kDa); spaltet Kollagen I, II, III, VII und X, HIV-Protein Tat                                  |
| Gelatinase A               | MMP2       | P08253  | 551              | ubiquitär; Torg-Winchester-Syndrom; spaltet Gelatin I, Kollagen IV, V, VII, X                                                      |
| Neutrophile Kollagenase    | MMP8       | P22894  | 367              | spaltet fibrilläres Kollagen I, II, III                                                                                            |
| Gelatinase B               | MMP9       | P14780  | (92, 82, 67 kDa) | Anfälligkeit für Bandscheibenvorfall, Anadysplasie der Metaphyse; kleinere Enzymvarianten; spaltet Gelatin I, V und Kollagen IV, V |
| Kollagenase 3              | MMP13      | P45452  | 368              | Dysplasien; spaltet Kollagen I |

Mit Hilfe dieses Enzyms können sich Clostridien durch den Abbau von Kollagen im Bindegewebe besonders rasch ausbreiten. Umgekehrt wird Kollagenase aus Clostridien zur Unterstützung der Wundheilung (Débridement) verwendet und wurde auch zur Chemonukleolyse bei der Behandlung des Bandscheibenvorfalls erprobt.

## Biosynthese
Kollagenasen der Wirbeltiere entstehen zunächst in Form von Präkursor-Proteinen als Prokollagenasen, welche posttranslational vor Einsatz durch enzymatische Spaltung aktiviert werden müssen.

## Morbus Dupuytren
Für die Behandlung der fibrotischen Stränge in der Hohlhand und an den Fingern beim Morbus Dupuytren wurde im Mai 2011 in der Europäischen Union eine Mikrobielle Kollagenase (Handelsname Xiapex; Hersteller Pfizer) zugelassen, das aus den zwei Kollagenase-Enzymen AUX I und AUX II des Bakteriums Clostridium histolyticum besteht, die bei Injektion in die Knoten diese auflösen können.